# Liselotte Strelow
Liselotte Strelow, née le 11 septembre 1908 et morte le 30 septembre 1981 est une photographe allemande, particulièrement connue pour ses portraits. 

## Biographie

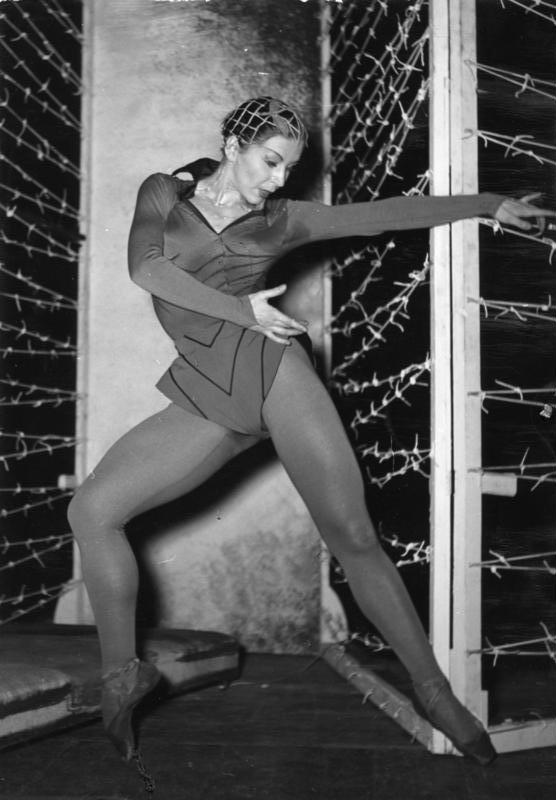
Edel von Rhote dans Das Goldfischglas, Düsseldorfer Opernhaus 1954, par Liselotte Strelow

Liselotte Strelow passe son enfance à Redel, en Poméranie, où elle naît. Elle commence en 1930 un apprentissage de photographie à Berlin dans l'association Lette-Verein. Elle change ensuite en 1932 pour un autre atelier, puis pour celui de la photographe Suse Byk. Elle s'y imprègne des images et du style du Bauhaus. C'est le 19 juin 1933 qu'elle commence son travail chez Kodak. Elle y développe notamment ses compétences techniques. Cinq ans plus tard, elle reprend l'atelier de la photographe Suse Byk sur le Kurfürstendamm, ainsi que ses clients, les acteurs du théâtre de Berlin. 
En 1944, son atelier est détruit. Elle déménage alors à Detmold après la guerre et photographie les personnalités sur place. Elle se passionne de plus en plus pour le domaine du théâtre. Strelow ouvre alors son studio en 1950 à Düsseldorf et travaille de 1952 à 1955 comme photographe attitrée du Richard-Wagner-Festspiele à Bayreuth.
En 1961, elle publie son livre Das manipulierte Menschenbildnis oder die Kunst, fotogen zu sein où elle analyse de manière critique la manipulation des photographies. 
À la fin de sa vie, elle retourne à Berlin, puis déménage à Munich, où elle aide dans des associations à but social. Elle meurt à Hambourg en 1981. 

## Œuvres
Liselotte Strelow réalise des centaines de portraits de personnalité, souvent importantes, des mondes de l'art, du théâtre, de la politique comme Gottfried Benn, Hans Werner Henze, Jean Cocteau, Hermann Hesse, Karl-Heinz Stroux, Joseph Beuys, Oskar Kokoschka, Salvador Dali, Hildegard Knef, Marlene Dietrich, Helene Weigel, Elisabeth Flickenschildt, Lea Steinwasser ou encore Ingeborg Bachmann. 
Elle fait le portrait du premier chancelier de la nouvelle république, Konrad Adenauer. Le timbre avec le profil de Theodor Heuss est inspiré d'une de ses photographies. 